# Roque Centeno Ordóñez
Roque Centeno Ordóñez (1568-1641) fue un almirante español que intervino en la guerra contra Inglaterra y Holanda.

## Orígenes
Bautizado el 25 de marzo de 1568 en Calatayud, Zaragoza, España, debe haber nacido ese mismo día, o unos pocos previos, tal cual era la costumbre bautismal de la época.
Época de la expansión imperial española, era hijo de Alonso Ordóñez Centeno, descendiente de una tradicional familia navarra (el abuelo de este, Pedro Ordóñez Uzqueta, fue Alcaide del Castillo de Peralta, Navarra) y de María Cit.

## Carrera militar

### Sus primeras armas
A los 17 años, incursionó en el campo de la navegación prestando servicios a las órdenes de Álvaro de Bazán, formando parte de la guarnición de sus galeones.
Participó en la Jornada contra Inglaterra en el año de 1588, estando de guarnición de uno de los buques de la escuadra a las órdenes del capitán Bertendona.

### Escuadra de galeones
Pasó a formar parte de la escuadra de galeones al mando de los navarros Alonso de Bazán y Marcos Aramburu, con la que participó muy distinguidamente en el combate naval de las Flores, donde se enfrentaron a una escuadra inglesa al mando de Thomas Howard conde de Suffolk, en la gran ofensiva que realizaron al fracasar y pensar que después del desastre anterior estaban en desventaja, pero una vez más un general español los puso en fuga, teniendo lugar el enfrentamiento el 9 de septiembre de 1591.
Siendo el primero de los que tomaron al abordaje al único galeón que hizo frente a la flota de Bazán, el Revenge, como consecuencia de ello, al finalizar el encarnizado combate con la rendición del enemigo, estaba herido por cinco golpes de pica en diferentes lugares del cuerpo.
Se encontraba Roque bajo las órdenes del marino español Diego Brochero guardando la boca del Tajo con dieciocho buques a su mando en el año de 1596, consiguiendo evitar el pretendido desembarco de una fuerza inglesa al mando de lord Charles Howard de Effingham, que viendo fracasar su acción, se desentendió de ella dirigiéndose al sur cayendo sobre Cádiz.
En el año de 1600, con quince buques estuvo por dos veces de protector de las Flotas de Indias en aguas de las islas Terceras, consiguiendo hacerlas llegar sanas y salvas, sin que los ingleses se atrevieran a atacar a pesar de estar a su vista.
Los ingleses no descansaban siendo sus ataques continuos a las Flotas de Indias, en esta ocasión eran los ingleses Monson y Lewson, Brochero consiguió hacerlas llegar a España, en la misma situación que la anterior vez.
En el cabo de San Vicente en el año de 1603, otra vez al mando de don Diego Brochero derrotó a una escuadra anglo-holandesa, a la que se le apresaron siete de sus buques y liberando a una Flota de Indias que estos habían apresado a su vez.
En el año de 1604, al fallecer don Alonso de Bazán (hermano de don Álvaro y sucesor en la capitanía general del mar océano), fue nombrado capitán general del Mar Océano don Luis Fajardo, pasando Roque Ordóñez a estar a sus órdenes.
En 1605 cruzó la escuadra el océano para perseguir en aguas de las Antillas y suelo mexicano a los corsarios, donde se mantuvieron varios combates y por un tiempo acabando con la plaga constante de estos.
Ese mismo año, en las salinas de Araya, en la costa de Cumaná, rindió la escuadra del océano a diecinueve urcas que estaban cargando de contrabando, se le dio fuego a los buques, fueron degollados sus capitanes y dotaciones, por último a uno que se auto denominaba ‹ Príncipe de las Salinas › se le puso un cabo al cuello, siendo ahorcando. Terminó con esto el bloqueo que los holandeses tenían puesto a la costa de Cumaná e isla Margarita, impidiéndoles continuar con la pesca de perlas.
En el mes de junio de 1606, se enfrentó la escuadra del Océano, formada por veinte galeones y naos, contra una holandesa al mando del almirante Hautain con cuatro buques más, tras duro combate resultó vencida la escuadra bátava, consiguiéndose que dejaran libres las aguas de la costa portuguesa por un tiempo.
Al ser decretada en el año de 1609 la expulsión de los moriscos, se concentraron en Mallorca, como primera medida las escuadras de galeras de Nápoles, Sicilia, Milán, Portugal y Castilla. Parte de la armada del Océano quedó al mando de don Antonio de Oquendo en servicio de guarda de las costas de Andalucía, Portugal y África y el resto con don Luis Fajardo, tomó como base de operaciones el puerto de Cartagena.
Zarpó de este puerto con rumbo al de Cádiz, pero de nuevo los corsarios berberiscos le obligaron a tomar la acción, para ello en junio de este mismo año se adentró en el Mediterráneo, en busca del corsario argelino Simón Dancer, con doce buques divididos en tres cuerpos. El de la derecha, al mando de su hijo Juan, con la orden de navegar barajando la costa de Berbería, el de la izquierda fue en la misma situación pero en las costas de España hasta la altura de la ciudad de Málaga, donde tomó un refuerzo de tropas yendo después hasta Almería. Fajardo se reservó el mando directo del cuerpo central.
Ya revisados todos los posibles escondrijos de los berberiscos, puso rumbo con toda la escuadra reunida a la plaza de Orán, fondeando en Mazalquivir el día veintiocho. Dio orden a su hijo Juan de poner rumbo a Tremecén, donde divisó y apresó a un corsario inglés, despejadas las aguas continuó la armada rumbo a la regencia de Túnez, al arribar se divisaron velas, era el día 30 de julio, no lo dudó un instante pasando al ataque inmediatamente, por su inesperada aparición penetro en el puerto dando fuego a veintidós buques de alto bordo y una goleta grande, a pesar de estar bajo el tremendo fuego de cañón que se les hacía desde el castillo de La Goleta.
Puede considerarse esta operación como un magnífico ejemplo de ataque con botes a cubierto por el fuego y humo de los buques; ya que la escuadra española solo sufrió la pérdida de veinte muertos y algunos heridos. Al día siguiente hizo una presa turca y otra a los pocos días. Reparadas las averías del combate se dirigió a Cartagena.
El 3 de junio de 1610, en Cádiz, a los 42 años de edad, Roque se casa con Isabel Hurtado y Jara, también de Calatayud y que había sido bautizada el 26 de agosto de 1589, contando para la fecha del enlace con 21 años de edad. Era hija de Juan Antonio Hurtado y Ana de Jara.

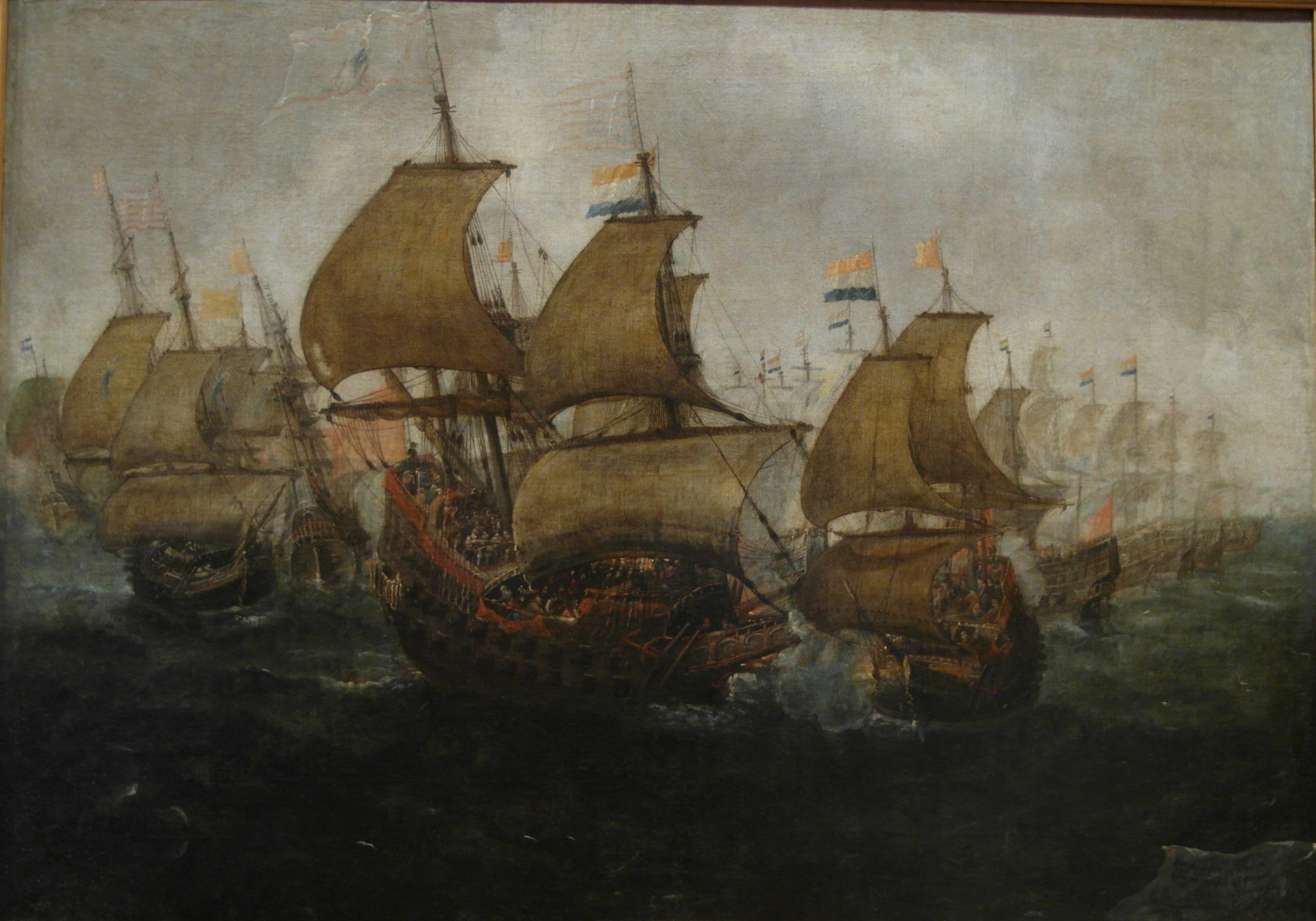
Batalla de Gibraltar, 10 de agosto de 1621, victoria de la Armada Real sobre la escuadra holandesa.

El 1 de agosto del año de 1614 zarpó de la bahía de Cádiz con noventa y nueve velas, entre buques de guerra y de transporte, con muchos bastimentos y transportando a siete mil soldados y dos mil quinientos.
A los dos días avistó Larache y después de soportar un fuerte temporal, desembarcaron en la Mámora el día cinco, al sur de Larache a la boca del río Sebú, donde tenía su guarida el corsario Muley-Cidán con su escuadrilla y proporcionaba apostadero a los holandeses; puerto que ya se había cegado sin resultado definitivo. Esperó Fajardo un día de calma para poder forzar sin gran esfuerzo para sus hombres una barra y en una pequeña playa desembarcó a dos mil al mando del maestre de campo don Jerónimo Agustín, con el apoyo artillero de las galeras de España mandadas por el duque de Fernandina y las de Portugal por el conde de Elda, que con sus cañones de proa barrieron a los moros de a pie y de a caballo; se distinguió también en esta acción su hijo Juan.
Había fondeados cuatro buques de guerra holandeses mandados por el almirante Evertsen que, muy atento a la situación, saludó al cañón y a la voz al estandarte de España, declarándose neutral de esta forma, lo que lo libró de ser destruido. La posición enemiga era muy fuerte, pero solo de cara a la mar dándose cuenta de esto dio la orden de tomarla del revés; los corsarios, que no esperaban esa forma de ataque se vieron perdidos, por lo que incendiaron sus buques y clavaron su artillería. De esta forma tan sabía quedó la Mámora para España y Fajardo regresó a Cádiz dejando de gobernador al capitán Cristóbal Lechuga.

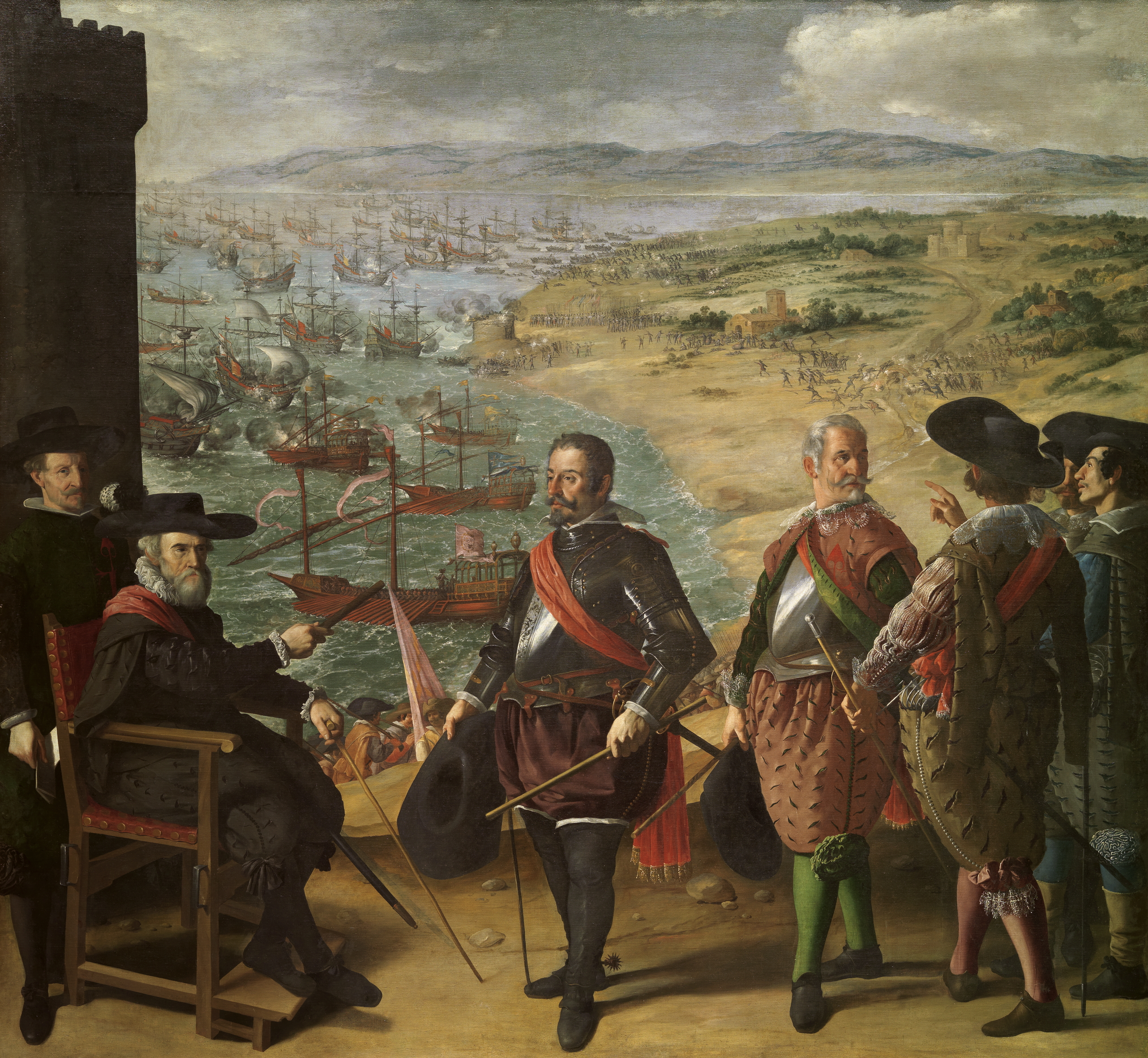
La defensa de Cádiz (Zurbarán) 1634. (302 x 323 cm), Museo del Prado, Madrid. El de la derecha es Roque Centeno Ordóñez

En el año de 1621, se terminaba la tregua de los doce años con las Provincias Unidas, lo que significaba volver al combate y para ello nada mejor, que siendo conocedor de que una flota mercante holandesa con protección iba cruzar el Estrecho, ordenó prepararse para zarpar y situar su escuadra en la bahía de Cádiz, al mismo tiempo pidió se le unieran las escuadras de las Cuatro Villas y la de Portugal.
Se situó Fadrique de Toledo, junto a Carlos Ibarra y Alonso Muxica cruzando el estrecho de Gibraltar, y el día diez de agosto del año de 1621, aparecieron en el horizonte las velas enemigas. Todavía no habían llegado los refuerzos demandados, por lo que solo contaba con siete de sus galeones más dos pataches, contra la escuadra holandesa compuesta por no menos de veintiséis galeones bien armados y unos treinta mercantes algunos de ellos armados.
El almirante holandés al ver la poca fuerza que se le ofrecía no dudo en adoptar la formación de media luna, dejando a su popa a los mercantes, con la orden de que con el fragor del combate todos los enemigos estarían ocupados y ellos aprovechar para pasar fuera de su alcance para ponerse a salvo. Obtuvo la flota del monarca hispánico una sonada victoria.

### La escuadra de galeones del Estrecho
En el año de 1623 se le otorga a don Roque la escuadra de galeones de la guarda del Estrecho, a parte de la constante vigilancia ejercida, como buen devoto y católico, en agradecimiento a una de sus distintas victorias, en el peñón de Gibraltar mandó construir un Calvario, para su eterno agradecimiento.
El 1.º de noviembre de 1625, se presentó una escuadra combinada de holandeses e ingleses, que con diferencias en el número según autores, no bajaba en total del centenar de naves, en las que se transportaba a un ejército de diez mil hombres.
Por los repetitivos ataques a esta ciudad, desde el año de 1598 se había ido reforzando sus defensas, construyendo unas nuevas siendo las existentes reforzadas con mayor fuerza artillera y tenían como base en su bahía las galeras de España, que en esta ocasión eran doce al mando del duque de Fernandina y la escuadra de galeones de la Guarda del Estrecho, que en este momento disponía de catorce unidades al mando de don Roque Centeno.
Por orden de los dos jefes y viendo la superioridad enemiga, decidieron poner a resguardo sus respectivas escuadra, siendo trasladadas a la Carraca, al mismo tiempo se avisó al duque de Medina Sidonia, que era el capitán general de la guarda de Andalucía.
Pero a su vez las dotaciones de los buques formaron la primera línea de defensa, retrasando con sus fuegos todo lo pudieron a los enemigos, de forma que le dio tiempo a ir llegando los refuerzos, que poco a poco se iban incorporando procedentes de las fuerzas del ejército, consiguiendo formar una auténtica muralla ya infranqueable.
Los enemigos desembarcaron muy rápidamente al lado del fuerte de Puntales, pero al ver las fuerzas que les esperaban estuvieron dubitativos a pesar de ser superiores, pero nada más poner pie en tierra fueron recibidos con descargas cerradas de arcabuces, lo que causó grandes pérdidas a los asaltantes, esto todavía les hizo dudar más y en vez de mirar a los españoles se miraban entre ellos, este detalle visto por su jefe lord Wimbledon, le forzó a tomar la decisión de convocar Consejo de Guerra y se acordó realizar el reembarque, ya que las esperanzas depositadas en la sorpresa, no fueron tales y al parecer esto los acobardó, pues ya daban por segura la victoria y lo que tenían enfrente se lo impedía, precisamente al estar todas las dotaciones de los buques, la reacción fue mucho más rápida en formar y proteger la zona, con esta circunstancia no habían contado los enemigos siendo la causa principal de abandonar el terreno y las aguas.
A lo que se sumó, que el fuego de los diferentes castillos y fortalezas, les causaron la pérdida de al menos cincuenta buques a los ingleses y otros doce a los holandeses, a esto se sumaba la gran cantidad de muertos y heridos en el cuerpo expedicionario.
En un alarde de valor, don Roque ordenó regresar a los buques a sus dotaciones, consiguiendo en muy poco tiempo darse a la vela, cuando los enemigos comenzaban a abandonar la bahía, en su huida se habían apoderado de once carabelas de transporte que se encontraban fondeadas, pero al ver los anglo-holandeses la salida de la escuadra española bien formada y ellos en su desordenada marcha, les acortaban la distancia por minutos y para no caer en manos de los españoles, decidieron abandonaron las presas para poder huir más aprisa.
Ante esta reacción don Roque se dio por satisfecho al poder ir represando a todos los buques, a los que trasbordaron pilotos y marineros, regresando con ellos a sus puntos de fondeo, llevándose una gran acogida por el pueblo y el agradecimiento sobre todo, de los capitanes y mercaderes que en ellos tenían sus intereses.
Participó en 1625 como almirante de Juan Fajardo de Guevara como parte de la Armada del Mar Océano que reconquistó las posesiones holandesas en el Brasil.

### Capitán General
Un tiempo después fue nombrado Capitán General de la Flota de la Carrera de Indias, con la que estuvo varios años cumpliendo con su obligación a la perfección. Teniendo diferentes encuentros con los holandeses en aguas de las Antillas, así como en la recalada de las Terceras, al igual que con los sempiternos piratas y corsarios ingleses, que siempre estaban al acecho, pero en ningún momento pudieron hacerse con ninguno de sus buques.
En 1627 al mando de 2500 toneladas en barcos, realiza un viaje transatlántico como general de la Flota de Tierra Firme. Sale de Sanlúcar el 17 de abril de 1626, y de Cádiz el 23 de abril de 1627 regresando a la península el 10 de noviembre de ese mismo año.
En 1635, teniendo por almirante a Martín de Orbea, y como general de la flota de Tierra Firme realiza un viaje transatlántico. Sale de Cádiz el 23 de mayo de 1635 para volver a la península el 18 de diciembre.
En 1637, por Real Cédula, es nombrado General de la flota de Nueva España.

## Su muerte
Su último viaje fue a principios del año de 1640, cuando zarpó con la Flota a rumbo a Tierra Firme, llevando como insignia o capitana al galeón San Pedro y San Pablo, arribó a Cartagena de Indias y de allí zarpó con rumbo a Veracruz. Al llegar se sintió enfermo y otorgó el mando de la flota a su almirante don Juan de Campos. Murió en 1641, a los 73 años de edad, en la misma Veracruz.